# Rallye Dakar 2019
Navigation
Édition précédente Édition suivante
Le Rallye Dakar 2019 est la 41e édition du Rallye Dakar. Il se déroule pour la onzième année consécutive en Amérique du Sud à travers dix étapes du 6 au 17 janvier 2019. L'épreuve part et arrive à Lima, capitale du Pérou, sans quitter le pays. C'est la première fois de son histoire que le rallye se déroule en intégralité dans un seul pays.
Il s'agit de la dernière édition en Amérique du Sud. À partir de 2020, le rallye se rendra en Arabie saoudite.

## Parcours

### Tracé
Six villes accueillent cette édition du rallye : Lima, Pisco, San Juan de Marcona, Arequipa, Moquegua et Tacna. 
Lima, la capitale, a déjà accueilli la course en 2012 en tant que ville d'arrivée ainsi qu'en 2013 et 2018 en tant que ville de départ. Pisco et Arequipa accueillent elles le rallye pour la quatrième fois après les éditions 2012, 2013 et 2018. San Juan de Marcona a été visité par le Dakar pour la première fois lors de l'édition précédente alors que Moquegua et Tacna n'ont jusqu'alors jamais accueilli la course. 
La course se décompose en dix étapes, pour une distance totale de 5 541 km pour les motos et les quads, 5 603 km pour les autos et les SSV et 5 601 km pour les camions. La plus longue spéciale chronométrée est longue de 452 km lors de la 5e étape pour les autos, SSV et camions et de 361 km lors de la 8e étape pour les motos et les quads. C'est pour le compte de la 1re étape que se déroule la plus courte spéciale chronométrée, longue de 84 km pour toutes les catégories.

### Étapes
L'épreuve comporte une étape marathon, bivouac sans assistance, entre les étapes 4 et 5.
| Étape                                          | Date            | Départ                            | Arrivée                           | Spéciale      | Spéciale                                                                                         | Spéciale                                                                                         | Liaison       | Liaison              |        |
| Étape                                          | Date            | Départ                            | Arrivée                           | Motos & Quads | Autos & SSV                                                                                      | Camions                                                                                          | Motos & Quads | Autos, SSV & Camions |        |
| ---------------------------------------------- | --------------- | --------------------------------- | --------------------------------- | ------------- | ------------------------------------------------------------------------------------------------ | ------------------------------------------------------------------------------------------------ | ------------- | -------------------- | ------ |
| 1                                              | 7 janvier 2019  | Lima                              | Pisco                             | 84 km         | 84 km                                                                                            | 84 km                                                                                            | 247 km        | 247 km               | 247 km |
| 2                                              | 8 janvier 2019  | Pisco                             | San Juan de Marcona               | 342 km        | 342 km                                                                                           | 342 km                                                                                           | 211 km        | 211 km               | 211 km |
| 3                                              | 9 janvier 2019  | San Juan de Marcona               | Arequipa                          | 331 km        | 331 km                                                                                           | 331 km                                                                                           | 467 km        | 467 km               | 467 km |
| 4                                              | 10 janvier 2019 | Arequipa                          | Moquegua (M, Q) Tacna (A, SSV, C) | 405 km        | 405 km                                                                                           | 405 km                                                                                           | 106 km        | 259 km               |        |
| 5                                              | 11 janvier 2019 | Moquegua (M, Q) Tacna (A, SSV, C) | Arequipa                          | 345 km        | 517 km Spéciale raccourcie à 425 km (fin au CP3) à cause du brouillard sur la fin de la spéciale | 517 km Spéciale raccourcie à 425 km (fin au CP3) à cause du brouillard sur la fin de la spéciale | 431 km        | 197 km               |        |
| Journée de repos à Arequipa le 12 janvier 2019 |                 |                                   |                                   |               |                                                                                                  |                                                                                                  |               |                      |        |
| 6                                              | 13 janvier 2019 | Arequipa                          | San Juan de Marcona               | 336 km        | 309 km                                                                                           | 309 km                                                                                           | 502 km        | 501 km               |        |
| 7                                              | 14 janvier 2019 | San Juan de Marcona               | San Juan de Marcona               | 323 km        | 323 km                                                                                           | 323 km                                                                                           | 64 km         | 64 km                |        |
| 8                                              | 15 janvier 2019 | San Juan de Marcona               | Pisco                             | 360 km        | 360 km                                                                                           | 360 km                                                                                           | 215 km        | 215 km               |        |
| 9                                              | 16 janvier 2019 | Pisco                             | Pisco                             | 313 km        | 313 km                                                                                           | 311 km                                                                                           | 96 km         | 96 km                |        |
| 10                                             | 17 janvier 2019 | Pisco                             | Lima                              | 112 km        | 112 km                                                                                           | 112 km                                                                                           | 247 km        | 247 km               |        |
| Total                                          | Total           | Total                             | Total                             | 2 981 km      | 3 004 km                                                                                         | 3 002 km                                                                                         | 2 586 km      | 2 504 km             |        |

## Participants

### Nombre de participants
| Étape               | Motos | Quads | Autos | SSV | Camions | TOTAL |
| ------------------- | ----- | ----- | ----- | --- | ------- | ----- |
| 1                   | 137   | 26    | 100   | 30  | 41      | 334   |
| 2                   | 135   | 26    | 98    | 30  | 41      | 330   |
| 3                   | 134   | 25    | 95    | 30  | 38      | 322   |
| 4                   | 124   | 23    | 89    | 29  | 36      | 301   |
| 5                   | 118   | 21    | 77    | 25  | 22      | 263   |
| 6                   | 105   | 18    | 89    | 29  | 38      | 279   |
| 7                   | 95    | 15    | 65    | 23  | 29      | 227   |
| 8                   | 93    | 15    | 65    | 22  | 28      | 223   |
| 9                   | 83    | 15    | 63    | 21  | 27      | 209   |
| 10                  | 78    | 15    | 57    | 20  | 18      | 188   |
| Classés à l'arrivée | 75    | 15    | 56    | 20  | 14      | 180   |

Le fait que le nombre de participant soit plus important lors de l'étape 6 que lors de l'étape 5 peut s'expliquer par le fait que les autos, SxS et camions ayant abandonné en première semaine ont pu retrouver la course à partir de la journée de repos et reprendre la compétition dans un classement distinct.

## Vainqueurs d'étapes
| Étape                       | Étape                                                   | Moto                | Quad                      | Auto                               | SSV                                          | Camion                                                |
| --------------------------- | ------------------------------------------------------- | ------------------- | ------------------------- | ---------------------------------- | -------------------------------------------- | ----------------------------------------------------- |
| 1                           | Lima - Pisco                                            | Joan Barreda Bort   | Nicolás Cavigliasso       | Nasser al-Attiyah Mathieu Baumel   | Reinaldo Varela Gustavo Gugelmin             | Eduard Nikolaev Evgeny Yakovlev Vladimir Rybakov      |
| 2                           | Pisco - San Juan de Marcona                             | Matthias Walkner    | Nicolás Cavigliasso       | Sébastien Loeb Daniel Elena        | Francisco López Contardo Alvaro Quintanilla  | Eduard Nikolaev Evgeny Yakovlev Vladimir Rybakov      |
| 3                           | San Juan de Marcona - Arequipa                          | Xavier de Soultrait | Jeremías González Ferioli | Stéphane Peterhansel David Castera | Gerard Farrés Guell Daniel Oliveras Carreras | Andrey Karginov Andrey Mokeev Igor Leonov             |
| 4                           | Arequipa - Moquegua (M, Q) Arequipa - Tacna (A, SSV, C) | Ricky Brabec        | Nicolás Cavigliasso       | Nasser al-Attiyah Mathieu Baumel   | Sergei Kariakin Anton Vlasiuk                | Andrey Karginov Andrey Mokeev Igor Leonov             |
| 5                           | Moquegua - Arequipa (M, Q) Tacna - Arequipa (A, SSV, C) | Sam Sunderland      | Nicolás Cavigliasso       | Sébastien Loeb Daniel Elena        | Rodrigo Moreno Piazzoli Jorge Araya Diaz     | Ton van Genugten Peter Willemsen Bernard Der Kinderen |
| Journée de repos à Arequipa |                                                         |                     |                           |                                    |                                              |                                                       |
| 6                           | Arequipa - San Juan de Marcona                          | Pablo Quintanilla   | Nicolás Cavigliasso       | Sébastien Loeb Daniel Elena        | Francisco López Contardo Alvaro Quintanilla  | Gerard de Rooy Moises Torrallardona Darek Rodewald    |
| 7                           | San Juan de Marcona - San Juan de Marcona               | Sam Sunderland      | Nicolás Cavigliasso       | Stéphane Peterhansel David Castera | Francisco López Contardo Alvaro Quintanilla  | Gerard de Rooy Moises Torrallardona Darek Rodewald    |
| 8                           | San Juan de Marcona - Pisco                             | Matthias Walkner    | Nicolás Cavigliasso       | Sébastien Loeb Daniel Elena        | Francisco López Contardo Alvaro Quintanilla  | Dmitry Sotnikov Dmitrii Nikitin Ilnur Mustafin        |
| 9                           | Pisco - Pisco                                           | Michaël Metge       | Nicolás Cavigliasso       | Nasser al-Attiyah Mathieu Baumel   | Reinaldo Varela Gustavo Gugelmin             | Eduard Nikolaev Evgeny Yakovlev Vladimir Rybakov      |
| 10                          | Pisco - Lima                                            | Toby Price          | Nicolás Cavigliasso       | Carlos Sainz Lucas Cruz            | Reinaldo Varela Gustavo Gugelmin             | Ton van Genugten Peter Willemsen Bernard Der Kinderen |

## Leaders du classement général après chaque étape
| Étape | Étape                                                   | Moto              | Quad                | Auto                                  | SSV                                          | Camion                                           |
| ----- | ------------------------------------------------------- | ----------------- | ------------------- | ------------------------------------- | -------------------------------------------- | ------------------------------------------------ |
| 1     | Lima - Pisco                                            | Joan Barreda Bort | Nicolás Cavigliasso | Nasser al-Attiyah Mathieu Baumel      | Reinaldo Varela Gustavo Gugelmin             | Eduard Nikolaev Evgeny Yakovlev Vladimir Rybakov |
| 2     | Pisco - San Juan de Marcona                             | Joan Barreda Bort | Nicolás Cavigliasso | Giniel de Villiers Dirk von Zitzewitz | Reinaldo Varela Gustavo Gugelmin             | Eduard Nikolaev Evgeny Yakovlev Vladimir Rybakov |
| 3     | San Juan de Marcona - Arequipa                          | Pablo Quintanilla | Nicolás Cavigliasso | Nasser al-Attiyah Mathieu Baumel      | Francisco López Contardo Alvaro Quintanilla  | Eduard Nikolaev Evgeny Yakovlev Vladimir Rybakov |
| 4     | Arequipa - Moquegua (M, Q) Arequipa - Tacna (A, SSV, C) | Ricky Brabec      | Nicolás Cavigliasso | Nasser al-Attiyah Mathieu Baumel      | Sergei Kariakin Anton Vlasiuk                | Eduard Nikolaev Evgeny Yakovlev Vladimir Rybakov |
| 5     | Moquegua - Arequipa (M, Q) Tacna - Arequipa (A, SSV, C) | Ricky Brabec      | Nicolás Cavigliasso | Nasser al-Attiyah Mathieu Baumel      | Rodrigo Moreno Piazzoli Jorge Araya Diaz     | Eduard Nikolaev Evgeny Yakovlev Vladimir Rybakov |
| 6     | Arequipa - San Juan de Marcona                          | Pablo Quintanilla | Nicolás Cavigliasso | Nasser al-Attiyah Mathieu Baumel      | Gerard Farrés Guell Daniel Oliveras Carreras | Dmitry Sotnikov Dmitrii Nikitin Ilnur Mustafin   |
| 7     | San Juan de Marcona - San Juan de Marcona               | Ricky Brabec      | Nicolás Cavigliasso | Nasser al-Attiyah Mathieu Baumel      | Reinaldo Varela Gustavo Gugelmin             | Eduard Nikolaev Evgeny Yakovlev Vladimir Rybakov |
| 8     | San Juan de Marcona - Pisco                             | Toby Price        | Nicolás Cavigliasso | Nasser al-Attiyah Mathieu Baumel      | Francisco López Contardo Alvaro Quintanilla  | Dmitry Sotnikov Dmitrii Nikitin Ilnur Mustafin   |
| 9     | Pisco - Pisco                                           | Toby Price        | Nicolás Cavigliasso | Nasser al-Attiyah Mathieu Baumel      | Francisco López Contardo Alvaro Quintanilla  | Eduard Nikolaev Evgeny Yakovlev Vladimir Rybakov |
| 10    | Pisco - Lima                                            | Toby Price        | Nicolás Cavigliasso | Nasser al-Attiyah Mathieu Baumel      | Francisco López Contardo Alvaro Quintanilla  | Eduard Nikolaev Evgeny Yakovlev Vladimir Rybakov |

## Classements finaux

### Motos
| Pos. | Pilote               | Constructeur     | Temps            | Écart            |
| ---- | -------------------- | ---------------- | ---------------- | ---------------- |
| 1    | Toby Price           | KTM              | 33 h 57 min 16 s | —                |
| 2    | Matthias Walkner     | KTM              | 34 h 06 min 29 s | +9 min 13 s      |
| 3    | Sam Sunderland       | KTM              | 34 h 10 min 50 s | +13 min 34 s     |
| 4    | Pablo Quintanilla    | Husqvarna        | 34 h 18 min 02 s | +20 min 46 s     |
| 5    | Kevin Benavídes      | Honda            | 34 h 38 min 30 s | +41 min 14 s     |
| 6    | Andrew Short         | Husqvarna        | 34 h 41 min 26 s | +44 min 10 s     |
| 7    | Xavier de Soultrait  | Yamaha           | 34 h 51 min 16 s | +54 min 00 s     |
| 8    | José Ignacio Cornejo | Honda            | 35 h 05 min 22 s | +1 h 08 min 06 s |
| 9    | Luciano Benavídes    | KTM              | 35 h 06 min 26 s | +1 h 09 min 10 s |
| 10   | Oriol Mena           | Hero Speed Brain | 36 h 05 min 57 s | +2 h 08 min 41 s |

### Autos
| Pos. | Pilote             | Copilote           | Constructeur | Temps            | Écart            |
| ---- | ------------------ | ------------------ | ------------ | ---------------- | ---------------- |
| 1    | Nasser Al-Attiyah  | Mathieu Baumel     | Toyota       | 34 h 38 min 14 s | —                |
| 2    | Nani Roma          | Álex Haro Bravo    | Mini         | 35 h 24 min 56 s | +46 min 42 s     |
| 3    | Sébastien Loeb     | Daniel Elena       | Peugeot      | 36 h 32 min 32 s | +1 h 54 min 18 s |
| 4    | Jakub Przygoński   | Tom Colsoul        | Mini         | 37 h 06 min 45 s | +2 h 28 min 31 s |
| 5    | Cyril Despres      | Jean-Paul Cottret  | Mini         | 37 h 26 min 57 s | +2 h 48 min 43 s |
| 6    | Martin Prokop      | Jan Tománek        | Ford         | 37 h 57 min 16 s | +3 h 19 min 02 s |
| 7    | Yazeed Al-Rajhi    | Timo Gottschalk    | Mini         | 39 h 09 min 10 s | +4 h 30 min 56 s |
| 8    | Boris Garafulic    | Filipe Palmeiro    | Mini         | 42 h 36 min 12 s | +7 h 57 min 58 s |
| 9    | Giniel de Villiers | Dirk von Zitzewitz | Toyota       | 42 h 37 min 30 s | +7 h 59 min 16 s |
| 10   | Ronan Chabot       | Gilles Pillot      | Toyota       | 42 h 48 min 12 s | +8 h 09 min 58 s |

### Quads
| Pos. | Pilote                 | Constructeur | Temps            | Écart             |
| ---- | ---------------------- | ------------ | ---------------- | ----------------- |
| 1    | Nicolás Cavigliasso    | Yamaha Quads | 43 h 01 min 54 s | —                 |
| 2    | Jeremías González      | Yamaha Quads | 44 h 57 min 31 s | +1 h 55 min 37 s  |
| 3    | Gustavo Gallego        | Yamaha Quads | 45 h 13 min 42 s | +2 h 11 min 48 s  |
| 4    | Alexandre Giroud       | Yamaha Quads | 47 h 04 min 35 s | +4 h 02 min 41 s  |
| 5    | Manuel Andújar         | Yamaha Quads | 49 h 40 min 04 s | +6 h 38 min 10 s  |
| 6    | Kamil Wiśniewski       | Can-Am       | 51 h 35 min 03 s | +8 h 33 min 09 s  |
| 7    | Luis Barahona          | Yamaha Quads | 55 h 30 min 25 s | +12 h 28 min 31 s |
| 8    | Julio Estanguet        | Can-Am       | 58 h 21 min 01 s | +15 h 19 min 07 s |
| 9    | Carlos Alejandro Verza | Yamaha Quads | 60 h 20 min 53 s | +17 h 18 min 59 s |
| 10   | Emilio Choy            | Yamaha Quads | 60 h 38 min 44 s | +17 h 36 min 50 s |

### Camions
| Pos. | Pilote                | Copilote / Mécanicien                  | Constructeur | Temps            | Écart             |
| ---- | --------------------- | -------------------------------------- | ------------ | ---------------- | ----------------- |
| 1    | Eduard Nikolaev       | Evgeny Yakovlev Vladimir Rybakov       | KamAZ        | 41 h 01 min 35 s | —                 |
| 2    | Dmitry Sotnikov       | Dmitriy Nikitin Ilnur Mustafin         | KamAZ        | 41 h 27 min 11 s | +25 min 36 s      |
| 3    | Gerard de Rooy        | Darek Rodewald Moises Torralardona     | Iveco        | 42 h 36 min 19 s | +1 h 34 min 44 s  |
| 4    | Federico Villagra     | Adrian Yacopini Ricardo Torlaschi      | Iveco        | 46 h 50 min 43 s | +5 h 49 min 08 s  |
| 5    | Aleš Loprais          | Ferran Alcayna Petr Pokora             | Tatra        | 47 h 01 min 26 s | +5 h 59 min 51 s  |
| 6    | Siarhei Viazovich     | Pavel Haranin Andrei Zhyhulin          | MAZ          | 47 h 41 min 04 s | +6 h 39 min 29 s  |
| 7    | Ton van Genugten      | Bernard der Kinderen Peter Willemsen   | Iveco        | 50 h 17 min 01 s | +9 h 15 min 26 s  |
| 8    | Aleksandr Vasilevski  | Dzmitry Vikhrenka Anton Zaparoshchanka | MAZ          | 51 h 18 min 36 s | +10 h 17 min 01 s |
| 9    | Teruhito Sugawara     | Katsumi Hamura                         | Hino         | 52 h 23 min 44 s | +11 h 22 min 09 s |
| 10   | Maurik van den Heuvel | Peter Kuijpers Martin van Rooij        | Iveco        | 52 h 55 min 50 s | +11 h 54 min 15 s |

### SSV
| Pos. | Pilote              | Copilote                 | Constructeur | Temps            | Écart            |
| ---- | ------------------- | ------------------------ | ------------ | ---------------- | ---------------- |
| 1    | Francisco López     | Alvaro Quintanilla       | Can-Am       | 42 h 19 min 05 s | —                |
| 2    | Gerard Farrés       | Daniel Oliveras Carreras | Can-Am       | 43 h 21 min 40 s | +1 h 02 min 35 s |
| 3    | Reinaldo Varela     | Gustavo Gugelmin         | Can-Am       | 43 h 24 min 24 s | +1 h 05 min 19 s |
| 4    | Casey Currie        | Rafael Tornabell         | Can-Am       | 44 h 51 min 56 s | +2 h 32 min 51 s |
| 5    | Rodrigo Piazzoli    | Jorge Gabriel Araya      | Can-Am       | 45 h 29 min 30 s | +3 h 10 min 25 s |
| 6    | Marcos Baumgart     | Kleber Cincea            | Can-Am       | 46 h 07 min 07 s | +3 h 48 min 02 s |
| 7    | Miguel Jordao       | Lourival Roldan          | Can-Am       | 47 h 01 min 02 s | +4 h 41 min 57 s |
| 8    | José Antonio Hinojo | Xavier Blanco            | Can-Am       | 47 h 25 min 01 s | +5 h 05 min 56 s |
| 9    | Cristian Baumgart   | Alberto Andreotti        | Can-Am       | 47 h 41 min 33 s | +5 h 22 min 28 s |
| 10   | Sergey Karyakin     | Anton Vlasiuk            | Barren Racer | 50 h 44 min 58 s | +8 h 25 min 53 s |

## Vainqueurs des différentes sous-catégories et trophées

### Moto
- Elite :  Toby Price (KTM)
- Pilotes ne figurant pas sur la liste Elite d'ASO :  Andrew Short (Husqvarna)
- Marathon :  Maurizio Gerini (Husqvarna)
- Challenge Première participation :  Ross Branch (KTM)
- Classement féminin :  Laia Sanz  (KTM)
- Original by Motul :  Edwin Straver  (KTM)

### Quad
- 2 roues motrices :  Nicolás Cavigliasso (Yamaha)
- 4 roues motrices : Kamil Wiśniewski (Can-Am)
- Challenge Première Participation :  Emilio Choy (Yamaha)
- Original by Motul :  Carlos Verza (Yamaha)

### Auto
- Voitures modifiées 4 roues motrices essence :  Nasser Al Attiyah -  Mathieu Baumel (Toyota)
- Voitures modifiées 4 roues motrices diesel :  Nani Roma -  Álex Haro Bravo (Mini)
- Voitures modifiées 2 roues motrices essence :  Rémy Vauthier -  Pascal Larroque (Buggy Optimus MD)
- Voitures modifiées 2 roues motrices diesel :  Sébastien Loeb -  Daniel Elena (Peugeot)
- Voitures tout-terrain améliorées et non légères :  Francisco León -  Tomás Hirahoka (Mitsubishi)
- Voiture de série essence :  Andrea Schiumarini -  Andrea Succi -  Salvatore Massimo (Ford)
- Voiture de série diesel :  Christian Lavieille -  Jean-Pierre Garcin (Toyota)
- Voitures du règlement Score international :  Blade Hildebrand -  Bill Conger (Textron)
- UTV :  Juan Silva (Can-Am)
- Énergies alternatives :  Christian Lavieille -  Jean-Pierre Garcin (Toyota)
- Challenge première participation :  Denis Krotov -  Dmytro Tsyro (Mini)
- Classement féminin :  Camelia Liparoti -  Rosa Romero (Yamaha)
- Classement particulier :  Vaidotas Žala -  Saulius Jurgelenas (Toyota)
- Assistance Auto Spéciale :  Bruno Martins -  Rui Ferreira (Can-Am)

### SSV
- SxS :  Francisco López Contardo -  Alvaro Quintanilla (Can-Am)
- Challenge Première Participation :  Casey Currie -  Rafael Tornabell (Can-Am)
- Classement féminin :  Annett Fischer -  Andrea Peterhansel (Can-Am)

### Camion
- Camions de série :  Jordi Juvanteny -  Jose Luis Criado -  Xavier Domenech (Man)
- Camions modifiés :  Eduard Nikolaev -  Evgeny Yakovlev -  Vladimir Rybakov (Kamaz)
- Camions d'assistance : Non-attribué
- Challenge moins de 10 litres :  Teruhito Sugawara -  Katsumi Hamura (Hino)
- Classement 4 :  Ales Loprais -  Ferran Marco Alcayna -  Petr Pokora  (Tatra)
- Classement particulier : Non-attribué